# Ng Wing Nam
Ng Wing Nam Venus (chinesisch 吳穎嵐 / , Pinyin Wú Yǐnglán; * 9. August 1992) ist eine Tischtennisspielerin aus Hongkong.

## Werdegang
Bereits in ihrer Jugend zählte die Hongkong-Chinesin zu den besten Spielerinnen ihres Landes. So konnte sie unter anderem bei Jugend-Weltmeisterschaften Bronze im Einzel, Doppel und mit der Mannschaft gewinnen.
Ab 2011 war sie auch auf Erwachsenen-Turnieren zu sehen, ein nennenswerter Erfolg war dabei der Gewinn der Bronzemedaille mit dem Team beim World Cup. Auch konnte sie im selben Jahr an der Weltmeisterschaft teilnehmen, kam dort aber nicht in die Nähe von Medaillenrängen.
2012 konnte die Auswahl Hongkongs Bronze bei der WM holen sowie auch in den Jahren 2014 und 2018. In den Jahren 2013 und 2018 errang sie mit der Mannschaft erneut Bronze beim World Cup, außerdem konnte sie mit Lee Ho Ching im Jahr 2014 den 3. Platz bei den World Tour Grand Finals erreichen.
Insgesamt nahm Ng Wing Nam Venus viermal an den Grand Finals teil.

## Turnierergebnisse
Quelle:
| Verband | Veranstaltung            | Jahr | Ort                 | Land | Einzel        | Doppel        | Mixed      | Team       |
| ------- | ------------------------ | ---- | ------------------- | ---- | ------------- | ------------- | ---------- | ---------- |
| HKG     | Jugend-Weltmeisterschaft | 2007 | Palo Alto           | ITA  | keine Teiln.  | letzte 32     | letzte 64  |            |
| HKG     | Jugend-Weltmeisterschaft | 2008 | Madrid              | ESP  | Viertelfinale | letzte 16     | letzte 32  |            |
| HKG     | Jugend-Weltmeisterschaft | 2009 | Cartagena de Indias | MEX  | letzte 16     | Halbfinale    | letzte 32  | Halbfinale |
| HKG     | Jugend-Weltmeisterschaft | 2010 | Bratislava          | SVK  | letzte 16     | Viertelfinale | Halbfinale |            |
| HKG     | World Tour Grand Finals  | 2014 | Bangkok             | THA  | keine Teiln.  | Halbfinale    |            |            |
| HKG     | World Tour Grand Finals  | 2017 | Astana              | CAZ  | keine Teiln.  | Viertelfinale |            |            |
| HKG     | World Tour Grand Finals  | 2018 | Incheon             | KOR  | keine Teiln.  | Viertelfinale |            |            |
| HKG     | World Tour Grand Finals  | 2019 | Zhengzhou           | CHN  | keine Teiln.  | Viertelfinale |            |            |
| HKG     | World Team Cup           | 2011 | Magdeburg           | GER  |               |               |            | Halbfinale |
| HKG     | World Team Cup           | 2013 | Guangzhou           | CHN  |               |               |            | Halbfinale |
| HKG     | World Cup                | 2018 | London              | ENG  |               |               |            | Halbfinale |
| HKG     | World Cup                | 2019 | Tokio               | JPN  |               |               |            | 5. Platz   |
| HKG     | World Tour               | 2014 | Doha                | QAT  | letzte 64     | Gold          |            |            |
| HKG     | World Tour               | 2014 | Stockholm           | SWE  | letzte 32     |               |            |            |
| HKG     | Weltmeisterschaft        | 2011 | Rotterdam           | NED  | letzte 64     | letzte 32     |            |            |
| HKG     | Weltmeisterschaft        | 2012 | Dortmund            | GER  |               |               |            | Halbfinale |
| HKG     | Weltmeisterschaft        | 2013 | Paris               | FRA  | letzte 64     | letzte 16     | letzte 16  |            |
| HKG     | Weltmeisterschaft        | 2014 | Tokio               | JPN  |               |               |            | Halbfinale |
| HKG     | Weltmeisterschaft        | 2017 | Düsseldorf          | GER  | letzte 64     | letzte 16     |            |            |
| HKG     | Weltmeisterschaft        | 2018 | Halmstad            | SWE  |               |               |            | Halbfinale |
| HKG     | Weltmeisterschaft        | 2019 | Budapest            | HUN  | letzte 64     | letzte 16     |            |            |